# Cathy Carr
Angelina Helen Catherine Cordovano, känd som Cathy Carr, född 28 juni 1936 i Bronx, New York City, död av äggstockscancer november 1988 i Fayetteville, Onondaga County, New York, var en amerikansk populärmusiksångerska.

## Album
| Släppdatum    | Titel                     | Skivmärke  | Katalognummer                      | Notera     |
| ------------- | ------------------------- | ---------- | ---------------------------------- | ---------- |
| Februari 1957 | Ivory Tower               | Fraternity | F-1005                             |            |
| 1959          | Shy                       | Roulette   | SR-25077                           |            |
| 1964          | Songs for Sentimentalists | RCA Canada | LPM-2913 (mono) LSP-2913(Stereo)   |            |
| 1966          | Travel by Carr            | RCA Canada | PC-1050 (mono) PCS-1050 (Stereo)   |            |
| 1966          | Ivory Tower               | Dot        | DLP-3674 (mono) DLP-25674 (Stereo) | Återutgåva |